# 伊索勒河
伊索勒河（法語：Issole，法語發音：[isɔl]）是法国普罗旺斯-阿尔卑斯-蓝色海岸大区瓦尔省的河流，是卡拉米河的支流，长46.4千米。